# ویبلسدورف
ویبلسدورف (به آلمانی: Wiebelsdorf) یک منطقهٔ مسکونی در آلمان است که در اوما-وایداتال واقع شده‌است. ویبلسدورف  ۲۵۹ نفر جمعیت دارد.